# Eva Hagenbäumer
Eva Hagenbäumer, född den 5 januari 1967 i Wiesbaden, Tyskland, är en tysk landhockeyspelare.
Hon tog OS-silver i damernas landhockeyturnering i samband med de olympiska landhockeytävlingarna 1992 i Barcelona.